# 克里斯托弗大街纪念日
克里斯托弗大街纪念日（英語：Christopher Street Day，縮寫CSD，也被译为“克里斯托弗大街游行日”）是一个在多个欧洲城市举行的LGBT群体的年度庆典和游行活动，旨在反对对LGBT群体的歧视和孤立。这是德国和瑞士与同志骄傲游行相对应的活动。奥地利也把他们的骄傲游行叫做“彩虹游行”（Rainbow Parade）。最著名的克里斯托弗大街纪念日活动是德国的柏林骄傲游行，汉堡克里斯托弗大街纪念日游行（CSD Hamburg）和科隆克里斯托弗大街纪念日（CSD Cologne）游行，以及瑞士的苏黎世克里斯托弗大街纪念日游行。

## 历史
克里斯托弗大街纪念日目的是纪念石墙暴动。石墙暴动是首个LGBT群体针对警察袭击的起义，发生在美国纽约曼哈顿地区克里斯托弗大街上的石墙酒吧，时间是1969年6月28日。
在1970年6月28日，克里斯托弗大街解放日是首个在克里斯托弗大街上以集会方式举行的石墙暴动周年纪念，也是美国历史上第一个同志骄傲游行。

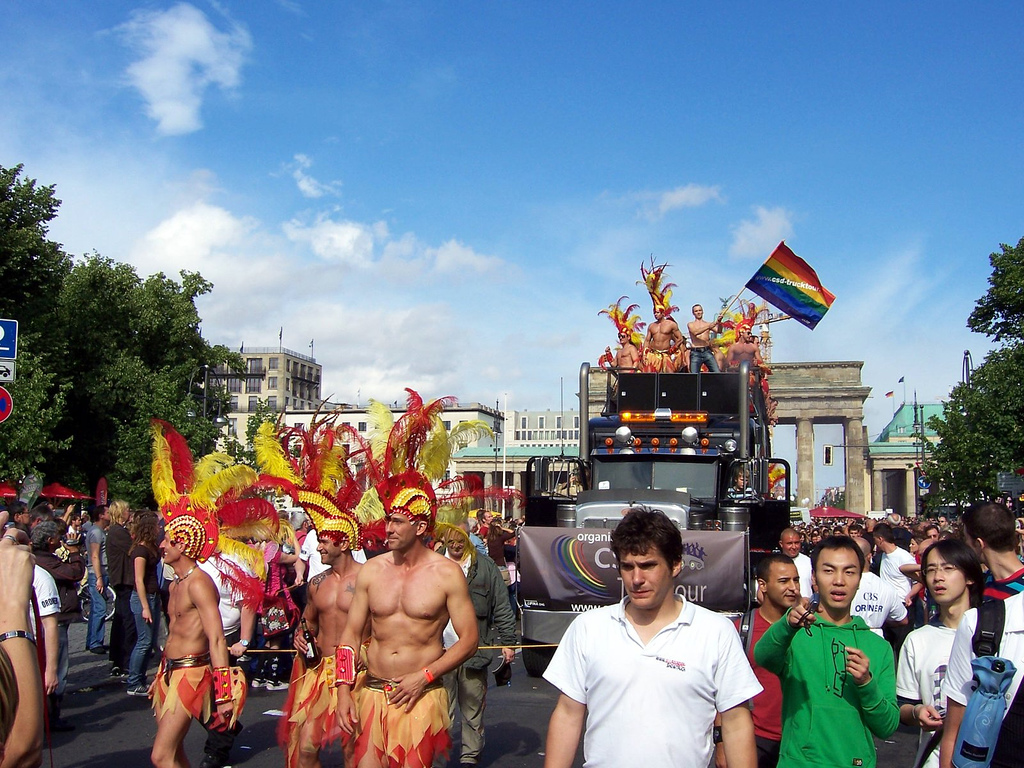
柏林克里斯托弗大街纪念日游行

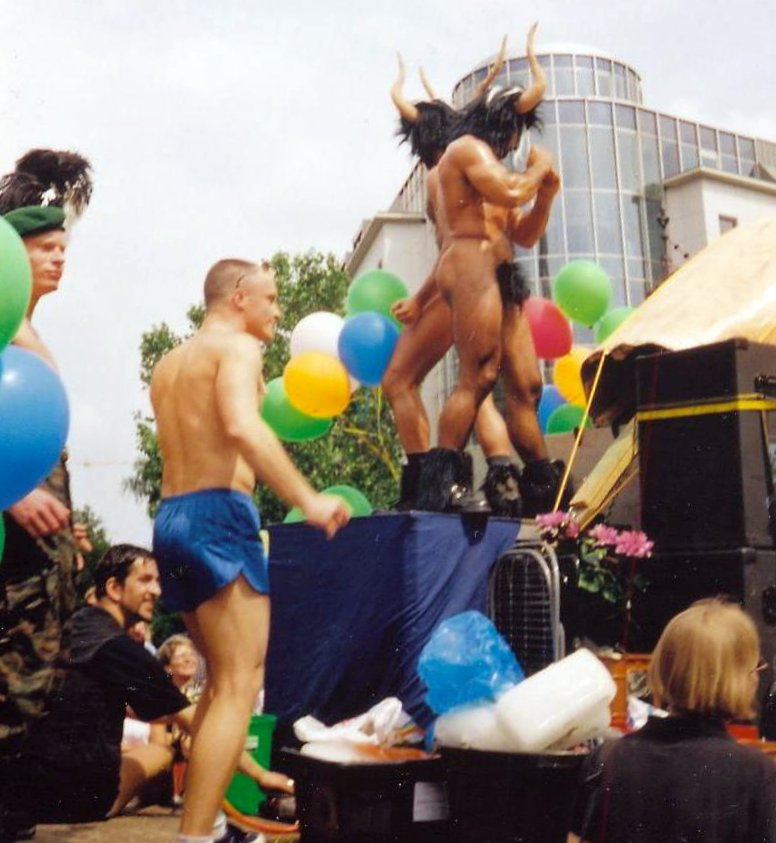
舞者在彩车上，1998年柏林克里斯托弗大街纪念日游行

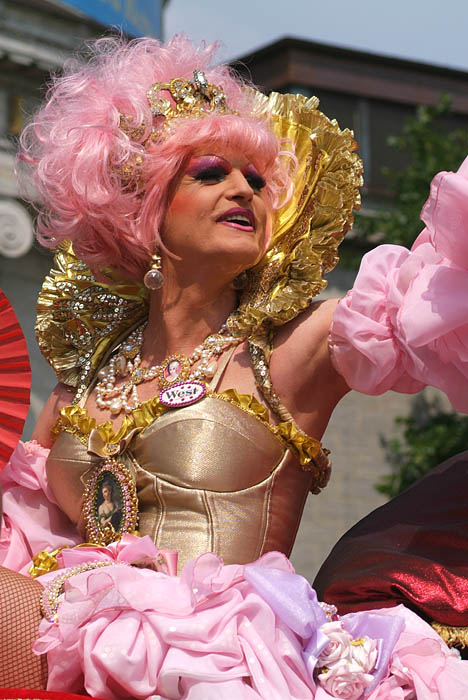
变装皇后Olivia Jones在汉堡克里斯托弗大街纪念日游行

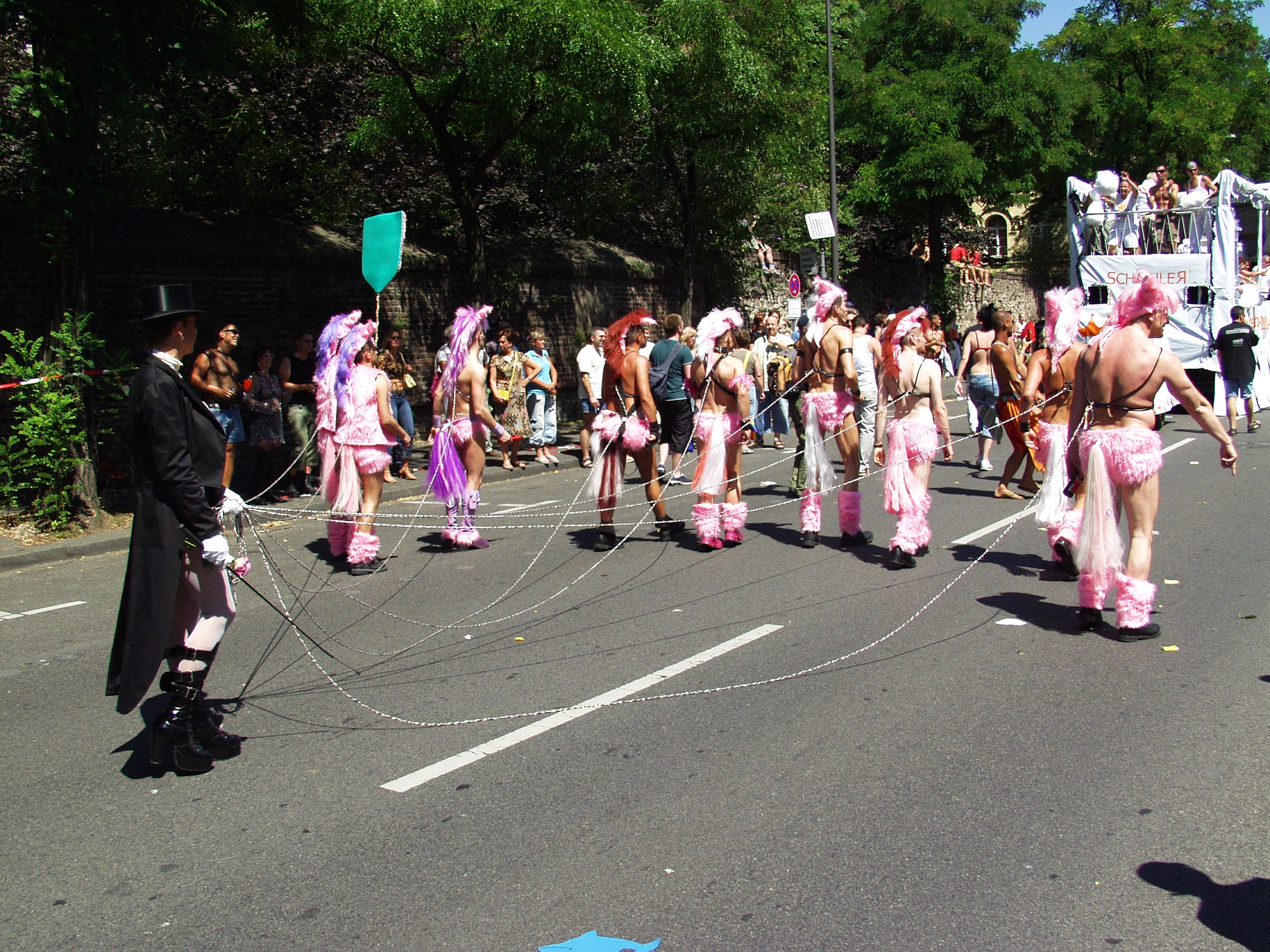
2006年科隆克里斯托弗大街纪念日游行的参与者

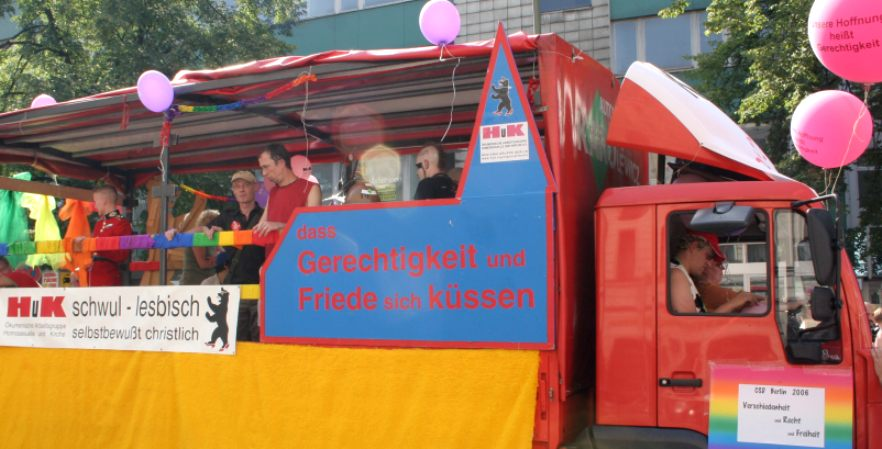
2006年柏林克里斯托弗大街纪念日游行中HUK（一个基督教LGBT组织）的彩车

纽约城自此以后在每年六月的最后一个星期六都会纪念并庆祝克里斯托弗大街解放日。在夏季举行LGBT群体人权的游行，已经成为了一个国际化的传统。首次德国克里斯托弗大街纪念日于1979年在柏林进行，但是在1979年之前的其他游行仍然有不同的名字。第一个被记载下来的德国LGBT游行发生在1972年4月29日的慕尼黑。第一个瑞士的游行在1978年6月24日于苏黎世进行，被叫做“克里斯托弗大街解放纪念日”（Christopher -Street-Liberation-Memorial Day）。

## 现状
柏林克里斯托弗大街纪念日游行（CSD Berlin）始于1979年。现在几乎德国的每个大城市都会庆祝克里斯托弗大街纪念日，规模最大的庆祝活动在柏林（柏林骄傲游行）、汉堡（汉堡骄傲游行）和科隆（科隆骄傲游行）。2002年科隆主办欧洲骄傲节时，与科隆狂欢节一起，吸引了120多万参与者和参观者前来这座城市。
因为组织上的原因，克里斯托弗大街纪念日活动不在有历史意义的6月27日举行，而是在7、8月间不同的周末。一方面，克里斯托弗大街纪念日活动被认为是政治性的游行，所以也包括了演说、政治的箴言以及知名政客的参与和赞助。另一方面，克里斯托弗大街纪念日活动经常被人们与狂欢节游行队伍和铁克诺音乐游行类比，因为三者都将重点放在庆祝和派对上。这就是所有同志游行的想法：通过庆祝，LGBT社群显示出他们可以为他们自己和他们的团体而自豪。
典型的克里斯托弗大街纪念日游行包括彩车游行和LGBT组织成员所参加的步行团体。但是随着被政党和商业赞助的彩车游行更加普遍，克里斯托弗大街纪念日游行也越来越多地成为一个政治运动和商业广告的平台。在游行中，很容易看到变装皇后，以及穿着暴露的女性和男性（后者居多）。BDSM爱好者也经常会参与其中。游行通常充满着快乐的气氛和积极乐观的正能量。除了游行和最后的集会，许多城市也会举行长达几天至一周的街市节和文化活动，这些文化活动包括了艺术家的参与，政治活动、讲座、朗诵会和派对等其它活动。

## 柏林——欧洲领先的同志城市

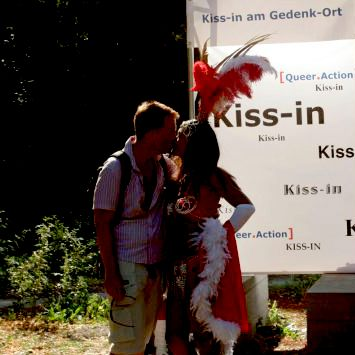
2006年在柏林的“Kiss In”（接吻）活动

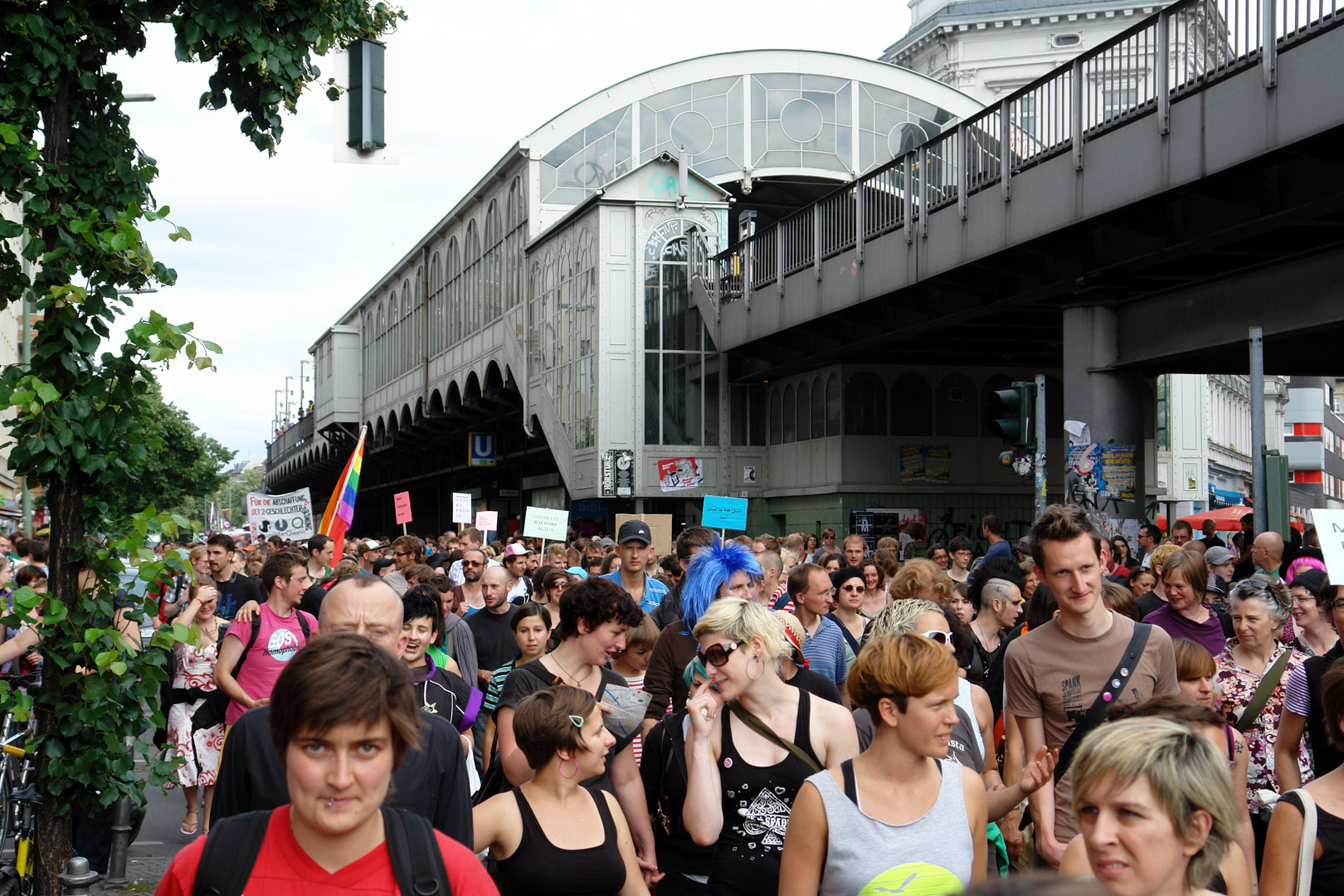
克鲁伊茨贝格骄傲游行

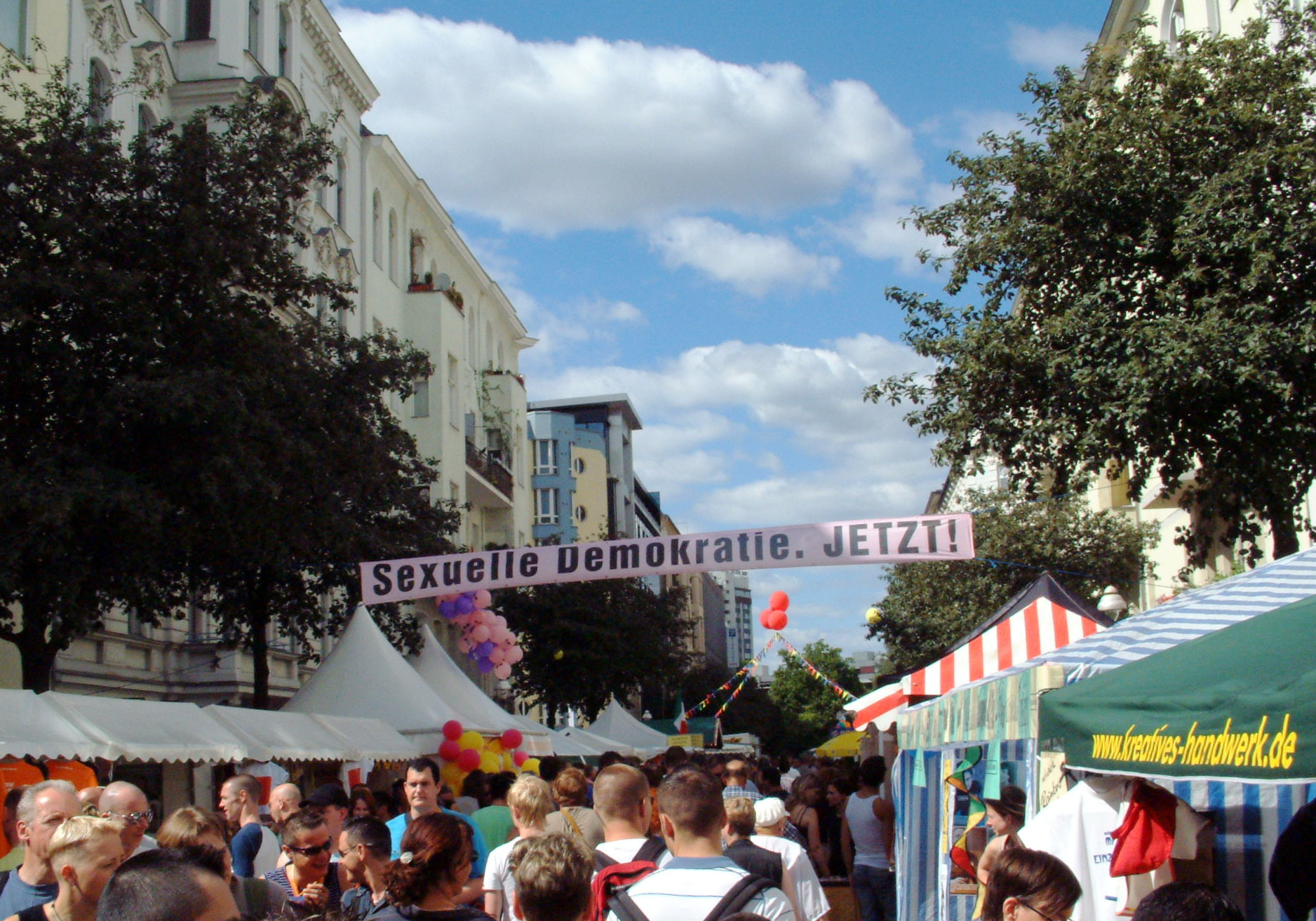
柏林同性恋城市派对，或被称为“Lesbisch-schwules Stadtfest Berlin”（柏林男女同性恋城市节）

欧洲最大的同志街头派对——“Lesbisch-schwules Stadtfest Berlin”（柏林男女同性恋城市节）——自1993年起在柏林每年都会举行。每年有着四大主要同志节日的柏林是全欧洲领先的城市，这四大节日为：柏林骄傲游行、克鲁伊茨贝格骄傲游行、欧洲福尔松和柏林复活节。
随着克里斯托弗大街纪念日活动的成长，商业化和去政治化导致了克里斯托弗大街纪念日在柏林的改变，成为了所谓的克鲁伊茨贝格骄傲游行（克鲁伊茨贝格CSD）或“跨性别”CSD。政党团体成员不会被邀请参加演讲、派对或对彩车的赞助。游行之后还有一个活动，给政治演说者和演艺人员提供舞台。一些团体就具体议题针对LGBTQ的前景进行讨论，比如贫困问题、失业权益（哈茨方案）、中产阶层化和“欧洲堡垒”。
在2010年6月，美国哲学家、理论家朱迪斯·巴特勒在颁奖礼上拒绝了德国柏林克里斯托弗大街纪念日的公民勇气奖，在一次演讲中争论并悲叹说游行已经变得过于商业化，从而忽视了种族主义和对于同性恋或跨性别人士移民的双重歧视。根据巴特勒的话，甚至组织者自己也提倡了种族主义。克里斯托弗大街纪念日组委会总经理罗伯特·卡斯提反驳了巴特勒的主张，并指出组织者已经在2006年颁奖给了针对双重歧视的女同性恋咨询中心。针对“商业化”这一批评，卡斯提进一步指出说，克里斯托弗大街纪念日组织者免除了小团体50~1500欧元不等的参与费。他也否认自己有任何形式的种族歧视或伊斯兰恐惧症。

## 政治家参与
一些政治家也经常参与克里斯托弗大街纪念日，包括：
- 德国联邦外交部长兼副总理约瑟卡·菲舍尔（2002科隆，2004汉堡，2005科隆）
- 德国联邦大臣雷娜特·库纳斯特（2001柏林）
- 柏林常务市长克劳斯·沃维雷特（自2001年起）
- 法兰克福市长佩特拉·罗特（2004）
- 黑森州部长会议主席罗兰·科赫（主要在法兰克福）
- 德国联邦议院主席沃尔夫冈·蒂尔泽（2000柏林）

在一些城市，政治家同样也是克里斯托弗大街纪念日的赞助者，比如在汉堡的前任首席市长胡恩德和欧勒·冯·贝乌斯特，在德累斯顿的市长因戈尔夫·罗斯伯格，在维尔茨堡的克劳蒂亚·罗思和在布伦瑞克的前任联邦部长于尔根·特里顿。